# 費蒂尼
費蒂尼（法語：Fétigny，法語發音：[fetiɲi]）是瑞士弗里堡州的一个市镇，位於該國西部，面積4.08平方公里，海拔高度458米，2011年人口862，八成人口信奉羅馬天主教，人口密度每平方公里211人。

## 外部連結
- Official website （页面存档备份，存于） （法文）